# Bacmeister (Gelehrtenfamilie)

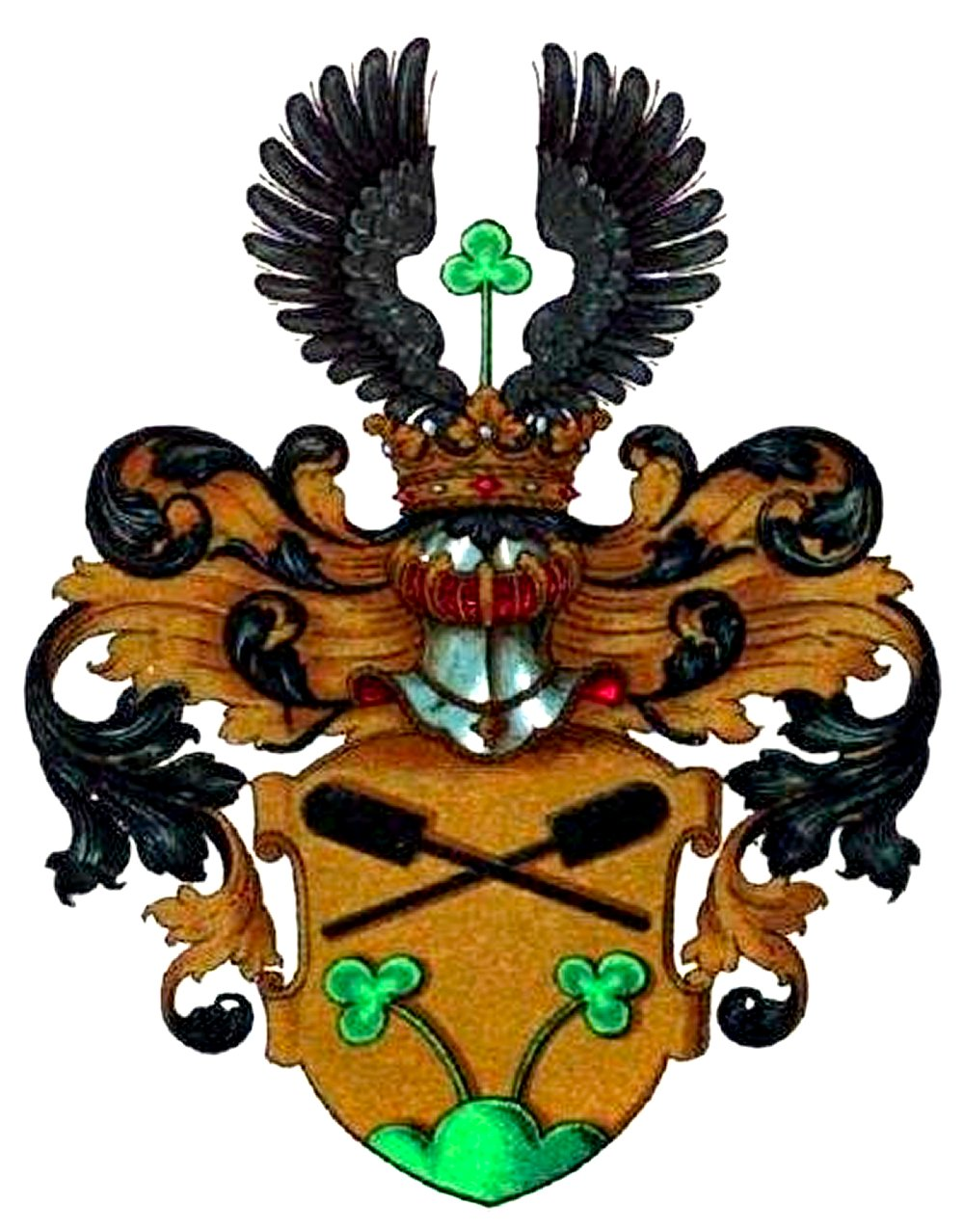
Wappen der Familie Bacmeister

Bacmeister, vereinzelt auch: Backmeister, Bakmester oder Bacmester geschrieben, ist der Name einer alten deutschen niedersächsischen Familie aus dem Gebiet um Goslar, Braunschweig und Lüneburg.
Sie gehört zu den typischen Vertretern des deutschen Bildungsbürgertums und brachte jahrhundertelang zahlreiche bekannte Persönlichkeiten vor allem auf den Gebieten der evangelischen Theologie, der Medizin und der Rechtswissenschaften hervor. Die niedersächsischen Zweige der Familie gehörten im Kurfürstentum Hannover zu den sogenannten Hübschen Familien.

## Geschichte
Der Familienname weist auf ein Amt hin, das die Versorgung mit Brot sicherstellen sollte; vermutlich war ein Vorfahre Verwalter der Zehntscheune in der Kaiserpfalz Goslar. 1284 wurde in Goslar ein Johann dictus Bacmeister urkundlich genannt, also ein Bürger der Stadt, der eine Mühle für den Rat der Stadt gepachtet hatte und das Amt nicht mehr bekleidete. Rund 100 Urkunden zwischen 1284 und 1399 weisen die dictus bacmeister teils als Vorsteher der Münzgilde, teils als Ratsherren zu Goslar aus. Danach wanderte die Familie nach Braunschweig aus, wo zwischen 1407 und 1444 ein Hinrik Bacmeister in der Güldenstraße 7 als Bäckermeister gemeldet war. Seinem Enkel Ludeke Willm Bacmeister (* ca. 1465) wurde von den Braunschweiger Herzögen als „dero Backmester“ das Wappen erneuert – spätere Überlieferung sieht ihn als Pastetenbäcker. Nachdem sein Sohn Johannes (* vor 1500) in Lüneburg im Brauereihandwerk zu Geld und Ehren gekommen war, konnte dessen Sohn Lucas Bacmeister der Ältere als erster aus der Familie eine akademische Laufbahn einschlagen. Darüber hinaus gilt dieser Lucas Bacmeister als der eigentliche Stammvater der bis in die heutige Zeit bestehenden Familie, die sich in einem Familienverband organisiert hat.
Seitdem Lucas der Ältere seinen Arbeitsplatz nach Rostock verlegt hatte, wo er als Professor der Theologie an der dortigen Universität lehrte, entstanden aus dieser neuen Rostocker Linie im Laufe der Generationen mehrere württembergische Linien, wobei jedoch nur die Nachkommen des Kammerprokurator Heinrich Bacmeister noch existent sind, sowie eine bedeutende Hannoversche Linie. Aus der württembergischen Linie heraus entwickelte sich über den fürstlich ostfriesischen Leibarzt Eberhard Bacmeister eine neue ostfriesische Linie, deren Nachkommen ab etwa Mitte des 18. Jahrhunderts überwiegend wieder zurück nach Niedersachsen zogen, während andere nach Mexiko auswanderten, wo sie einen eigenständigen Familienzweig begründeten. Darüber hinaus waren einige Familienmitglieder in führenden Positionen und an verantwortungsvoller Stelle in St. Petersburg und Riga tätig, wurden dort sesshaft und gründeten ebenfalls neue Familienzweige.

Der Germanist Adolf Bacmeister schrieb in seinem im Jahre 1870 erschienenen Buch Germanische Kleinigkeiten zusammenfassend über seine Familie, 

„dass es mir ein behagliches Gefühl ist, die Geschichte meines Geschlechtes bis auf vierhundert Jahre zurückverfolgen zu können, seine Wandlungen und Wanderungen zu beobachten, von Lüneburg nach den Küsten von Nord- und Ostsee, nach dem eisigen Russland an die Rebhänge des schwäbischen Landes, zuletzt gar unter den Palmen von Indien an die Ufer der kanadischen Seen und an die Gestade des Stillen Ozeans. Wir haben den Lüneburgern ihr Bier gebraut, der Königin von Dänemark Dorothea von Sachsen-Lauenburg-Ratzeburg Hofpredigten gehalten, uns unter schwedischen Fahnen als Auditeur und Unterhändler nützlich gemacht, den Hindus in Prakrit das Evangelium verkündet, den Herzögen von Württemberg ihr Ländle regiert, in Sankt Petersburg den St.-Wladimir-Orden verdient und dem Land Hannover einen Minister gestellt, dem Admiral Farragut den Mississippi erstürmen geholfen….“

## Bekannte Familienangehörige genealogisch sortiert
1. Lucas Bacmeister d. Ä., Stammvater der Familie Lucas Bacmeister (1530–1608), lutherischer Theologe und Hofprediger, ⚭ I.: Johanna Bording (1544–1584), Tochter des flämischen Mediziner und dänischen Leibarztes Jacob Bording (1511–1560); II: Katharina Beselin (1536–1593) III.: Anna Vischer († 1613) – Rostocker Linie
  1. Jacob Bacmeister (1562–1591), Kgl. Dän. Privatlehrer, Theologe, Hochschullehrer in Rostock, ⚭ Gertrud Panklow (1575–1591), Tochter des Rechtswissenschaftlers Lorenz Panklow
  2. Johann Bacmeister der Ältere (1563–1631), Mediziner und Hochschulrektor in Rostock sowie Leibarzt, ⚭ I.: Christine Sasse (1572–1614), Schwester des Logikers Peter Sasse des Älteren (1571–1641); II.: Anna Pauls; III: Magdalena Lavrentz (1587–1653)
  3. Lucas Bacmeister (1570–1638), lutherischer Theologe und Superintendent von Rostock, ⚭ Elisabeth Papke (1584–1638)
    1. Lucas Bacmeister (1605–1679), Theologe und Hochschullehrer in Rostock, ⚭ Dorothea Sasse, Tochter von Peter Sasse dem Älteren
      1. Johann Bacmeister (1642–1692), Pastor in Dassow, ⚭ Catharina Elisabeth Tornow
        1. Johann Christoph Bacmeister (1680–1739), Pfarrer in Lüdersdorf, Ortsteil Herrnburg, ⚭ I.: Anna Catharina von Lengerke († 1720), II.: Anna Christine Bölte († 1759)
          1. Katharina Elisabeth Friederike Bacmeister (1718–1802) ⚭ Ernst Martin Ditmar (1713–1766), Pastor in Herrnburg, anschließend Dompropst in Ratzeburg
          2. Hartwig Ludwig Christian Bacmeister (1730–1806), Historiker, Geograph, Linguistiker und Bibliograph in Sankt Petersburg und Riga

  4. Matthäus Bacmeister (1580–1626), Mediziner und Leibarzt in Lüneburg, ⚭ Sophie Kellermann (1590–1657), Tochter des Rostocker Bürgermeister Johann Kellermann († 1598)
    1. Lucas Bacmeister (1617–1662), Pastor und Superintendent in Ratzeburg
      1. Sebastian Bacmeister (1646–1704),[2] Pastor und Prediger zu Travemünde, ⚭ Elsabe von Reyter (1657–1740)
        1. Johannes Bacmeister, Leibarzt Johannes Bacmeister (1680–1748),[3] Mediziner in Tübingen und Leibarzt sowie Baden-Durlachscher Rat, ⚭ Maria Sophia Mögling (1683–1750), Tochter des Johann David Mögling (1683–1750), deutscher Jurist sowie Professor an der Universität Tübingen
          1. Maria Elisabeth Bacmeister, ⚭ Christoph Friedrich Sartorius (1701–1785), lutherischer Theologe sowie Professor und Rektor an der Universität Tübingen

    2. Johann Bacmeister der Jüngere (1624–1686), Mediziner und Hochschulrektor sowie Leibarzt in Rostock, ⚭ I.: Sophie Hedwig Wolffrath (1632–1676), II.: Marie Meibom (1632–1679), Tochter des Mediziners Johann Heinrich Meibom (1590–1655) 
      1. Johann von Bacmeister (1657–1711), Rechtswissenschaftler und Reichshofrat, von Kaiser Leopold I. geadelt; ⚭ Johanna Keller
      2. Matthäus Dietrich Bacmeister (1668–1701),[4] Praktischer Arzt, ⚭ Anna Elsabe Focke

  5. Heinrich Bacmeister (1584–1628), Rechtswissenschaftler, ⚭ Sara Dorothea Reiser (1599–1634), Tochter des Lübecker Syndicus Heinrich Reiser (1566–1629)
    1. Heinrich Bacmeister (1618–1692), Württembergischer Oberrat und Kammerprokurator, ⚭ I.: Anna Barbara Seefried (1629–1672); II.: Maria Margarethe Keller (1640–1689) – Württembergische Linie
      1. Eberhard Bacmeister (1659–1742), Fürstl. Ostfries. Leibarzt, Reg. u. Konsistorialrat in Aurich, ⚭ I.: Maria Elisabeth Eckmeyer († 1700); II.: Juliane Elisabeth Jörgens (1677–1752) – Ostfriesische Linie[5]
        1. Heinrich Sigismund Bacmeister (1695–1772, aus I. Ehe) ⚭ I. Katharina Magdalena Coldewey (1705–1728); II. Adelheid Juliane Tammena (1714–1793)
          1. Eberhard Christian Bacmeister (1738–1781), preußischer Jurist und Regierungsrat

        2. Georg Albrecht (1702–1785, aus II. Ehe), Regierungsrat in Aurich ⚭ I.: Hedewig Friederike Vieth, II.: Adelheid Katharina Homfeld (1722–1772)
          1. Marie Elisabeth Bacmeister (1740–1807, aus I. Ehe) ⚭ Peter Colomb, Kammerpräsident und Finanzrat
          2. Adelheid Katharina Bacmeister (1745–1785, aus II. Ehe) ⚭ Caspar Rudolph Jhering (1740–1809), Regierungsbeamter und Mühlendirektor
          3. Johann George Albrecht Bacmeister (1747–1795), preußischer Jurist und Regierungsrat
          4. Eberhard Friedrich Bacmeister (1750–1820), preußischer Regierungsrat
          5. Lucas Heinrich Bacmeister (1753–1822), Landrentmeister der ostfriesischen Landstände ⚭ Maria Karolina Charlotta Tiemann (1768–1847)
            1. Ernst Georg Heinrich Bacmeister (1793–1870) ⚭ Margaretha' Louise Wever (1798–1866)
              1. Lucas Heinrich Bacmeister (1820–1884), Oberstleutnant ⚭ Luise Poggenpohl (1826–1885)
                1. Ernst von Bacmeister, GeneralErnst von Bacmeister (1853–1938), preußischer General der Infanterie; Verleihung des Ordens Pour le Mérite am 8. Oktober 1917, ⚭ Julie Charlotte Elisabeth Vogelsang (1854–1945)
                2. Julius Karl Cornelius Bacmeister (1855–1932)
                  1. Julius Carlos Cornelio Bacmeister (1902–1978) ⚭ Maria Luisa Gudiño (1905–2003)
                    1. Enrique Bacmeister Gudiño (1952–2019), mexikanischer Botschafter in Athen

                3. Walter Bernhard Gustav Bacmeister (1857–1927), preußischer Generalmajor, ⚭ Magdalena Nagel (1872–1938)
                4. Hugo Karl August Bacmeister (1862–1937), preußischer Generalmajor

      2. Christoph Heinrich Bacmeister (1675–1746), Konsitorial-Sekretär in Stuttgart, ⚭ Maria Margarthe Güthler, Tochter des Johann Georg Güthler († 1699), Bürgermeister und Landtagsabgeordneter
        1.           1. Daniel Heinrich Bacmeister (1747–1812), Pfarrer zu Oberrixingen, ⚭ 1780 Johanna Christiane Götz (1754–1792) und 1792 Friederika Klemm (1754–1823)
            1. Lucas Christian Gottlieb Bacmeister (1786–1850), Stiftungsverwalter in Esslingen am Neckar ⚭ Friedrike Dorothea Henriette Kern (1796–1851), Tochter des Christoph Friedrich Kern (1753–1809), Pfarrer zu Hohen Memmingen[6]
              1. Adolf Bacmeister (1827–1873), Pseudonym: Theobald Bernoff, Germanist und Schriftsteller

            2. Christoph Heinrich Wilhelm Bacmeister (1795–1867), Gerichtsnotar in Nürtingen, ⚭ Heinricke Caroline Neuffer (1808–1855)
              1. Eduard Bacmeister (1825–1922), Württembergischer Verwaltungsbeamter
              2. Karl Albert Wilhelm Bacmeister (1845–1920), Oberkirchenrat in Ludwigsburg, ⚭ Auguste Gantz (1845–1929)
                1. Walther Bacmeister (1873–1966), Oberstaatsanwalt in Stuttgart und nebenberuflich ein versierter Ornithologe, ⚭ Anna Kauzmann (1875–1951)
                  1. Arnold Bacmeister (1907–1994), 1938 bis 1945 als Oberregierungsrat Leiter der Filmprüfstelle im Reichsministerium für Volksaufklärung und Propaganda in Berlin, Verfasser der Autobiografie „Der lange Weg nach Buchenwald“[7]

    2. Georg Michael Bacmeister (1625–1678), Hof- u. Kanzleirat, ⚭ Ilse Dorothea Engelbrecht (1642–1706), Tochter des Bürgermeister von Einbeck, Christian Wilhelm Johann Engelbrecht (1612–1675) – Hannoversche Linie
      1. Johann Christian Bacmeister d. Ä. (1662–1717), Kanzleidirektor in Celle, ⚭ Hedwig Elisabeth Nolbeck (1678–1720)
        1. Dorothea Sophia Charlotta Bacmeister (1695–1755), ⚭ Johann Friedrich von Borries (1684–1751)
        2. Georg Arnold Bacmeister (1700–1773), Syndikus der Altstadt Hannover, ⚭ Sara Hedwig Margarethe Bacmeister (1707–1742), Tochter des Geheimen Kanzleirates Georg Arnold Bacmeister (1678–1736), eines Bruders von Johann Christian d. Ä., folglich eine klassische Parallelcousinenheirat.
          1. Johann Vollrath Bacmeister (1732–1788), Historiker und Bibliothekar der Akademiebibliothek Sankt Petersburg

        3. Johann Christian II. Bacmeister (1703–1766), Hof- und Oberappellationsrat ⚭ Sophia Charlotta von Spilcker (1715–1768)
          1. Johann Georg Bacmeister (1736–1800), Hof- und Kanzleirat ⚭ Maria Justina von Könemann (1737–1777), Tochter von Joachim Friedrich von Könemann und Anna Brauns (Tante von Gottlieb Johann August Brauns)[8]
            1. Johann Wilhelm Lucas Bacmeister (1768–1812), Kapitän der King’s German Legion, ⚭ Julia Amalia von Schwartzkopf (1781–1858)
              1. Minister Georg Heinrich BacmeisterGeorg Heinrich Bacmeister (1807–1890), Minister, Kultus- und Finanzminister des Königreichs Hannover, ⚭ Charlotte Sibylle Theodora Kritter (1814–1884)
                1. Georg Arnold Bacmeister (1850–1921), Geheimer Oberjustizrat und Landgerichtspräsident zu Neuwied, ⚭ Frieda Wermuth (1853–1940)
                  1. Georg Albert Bacmeister (auch: Bachmeister; 1880–1918), Landrat der Landkreise Usingen und Labiau, ⚭ Hildegard Möllenhoff (1888–1946)
                  2. Adolf Bacmeister (1882–1945), Facharzt für Lungenerkrankungen, Kapitän zur See und Flottenarzt der Reserve, ⚭ Gertrud Götte (1887–1947)

                2. Julius Bacmeister (1855–1916), sächsischer Generalmajor ⚭ I. Elisabeth Brunner (1867–1890), II.: Auguste Dorothea von Jacobi (1862–1941)
                  1. Nathalie Bacmeister (1885–1963) ⚭ Rudolf Krantz (1874–1941), sächsischer Offizier und Generalleutnant der Wehrmacht

          2. Johann Christian III. Bacmeister (1741–1803), Amtsschreiber ⚭ Anna Dorothea Schlemm (1751–1798)
            1. Charlotte Luise Bacmeister (1780–1845) ⚭ Georg Wilhelm Böhmer (1761–1839), Kirchenrechtsgelehrter und Jakobiner
            2. Johann Christian IV. Bacmeister (1786–1859), Hauptmann ⚭ I.: Sophie Florentine von Finckh (1801–1827); II.: Johanna Caroline von Finckh (1802–1884), Töchter von Christian Daniel von Finckh (1766–1813)
              1. Friedrich (Fritz) Bacmeister (1840–1886), studentischer Fechtmeister und preußischer Soldat

      2. Heinrich Friederich (1667–1703)
        1.           1.             1.               1. Johann Bacmeister (1841–1918), Verlagsbuchhändler in Riga, Bukarest u. a., später Gründer des Anhalter Kuriers, ⚭ Lucie Juliane Müller (1843–1904), Schriftstellerin und Malerin, (Pseudonym: Lothar von Rüdesheim)
                1. Hans Bacmeister (1872–1935), Regisseur, Sänger, Dramaturg und Theaterdirektor
                2. Ernst Bacmeister (1874–1971), Schriftsteller, Essayist und Dramaturg unter anderem in Essen, ⚭ Marie Sophie Elsbeth Bosselmann (1873–1960)
                3. Walther Bacmeister (1877–1953), Journalist, Verleger und Mitglied des preußischen Abgeordnetenhauses, ⚭ Elisabeth Bertha Emilie Eisfeller

      3. Sarah Bacmeister (1670–1744), ⚭ Albrecht Andreas von Ramdohr (1649–1730), Hofgerichtsassessor, Sohn des Juristen Andreas Ramdohr
      4. Lucas Bacmeister (1672–1748), lutherischer Theologe und Generalsuperintendent der Generaldiözese Bremen-Verden, ⚭ I.: Sophie Magdalena von Hitzacker († 1715), II.: Agnese Barbara von Harling († 1761)